# آبسرده الائی
آبسرده یکی از روستاهای شهرستان بروجرد در استان لرستان است. این روستا در دهستان همت‌آباد در بخش مرکزی این شهرستان قرار دارد.

## جمعیت
بنابر سرشماری مرکز آمار ایران، جمعیت آبسرده در سال ۱۳۸۵، برابر با ۱۵۰۰ نفر بوده است که از این میان ۷۰۰ نفر مرد و بقیه زن هستند. این روستا ۵۰۰ خانوار جمعیت دارد.